# 남산초등학교 (당진시)
남산초등학교는 대한민국 충청남도 당진시 면천면 자개리에 있었던 공립 초등학교이다.

## 학교 연혁
- 1962년 9월 10일 면천국민학교 남산분교 설립
- 1964년 10월 1일 남산국민학교 설립인가
- 1964년 11월 28일 개교
- 1989년 9월 1일 벽지학교로 지정
- 1996년 3월 1일 남산초등학교로 개칭
- 1996년 11월 1일 군지정 열린교육 시범학교
- 2001년 1월 1일 벽지학교 해제 및 농어촌 학교로 지정
- 2012년 8월 31일 폐교